# Habitatge al carrer Combat, 28 (Cervera)
Habitatge al carrer Combat, 28 és una obra de Cervera (Segarra) protegida com a Bé Cultural d'Interès Local.

## Descripció
Gran casal situat a la cantonada entre el carrer dels Filadors i el carrer Combat. L'edifici té una estructura de planta baixa i dos pisos. La planta baixa presenta diferents obertures, algunes d'elles -les dues de l'esquerra, corresponents a una botiga d'esports- molt modificades, mentre les dues de la dreta preserven encara la seva estructura en arc rebaixat emmarcat amb pedra. Els dos pisos, separats per una motllura senzilla, presenten tres obertures protegides -cada una de forma individual- per un balcó. Les obertures del primer pis, amén de tenir majors dimensions i el balcó més gran, també estan cobertes per arc escarser, molt rebaixat, mentre les del segon pis són de llinda plana, amb un senzill marc a tot el volt. El parament de l'edifici és arrebossat, exceptuant els marcs de pedra de les obertures. La coberta és a dos aiguavessos amb el carener paral·lel a la façana principal.